# Diego Llorente
Diego Javier Llorente Ríos (* 16. srpna 1993 Madrid) je španělský profesionální fotbalista, který hraje na pozici středního obránce za italský klub AS Řím, kde je na hostování z Leedsu United, a za španělský národní tým.
Llorente je odchovancem Realu Madrid, ze kterého odešel na dvě roční hostování do jiných prvoligových klubů, Raya Vallecano a Málagy. Následně přestoupil v červnu 2017 do Realu Sociedad. O tři roky později se připojil k anglickému Leedsu United.
Llorente debutoval ve španělské reprezentaci v roce 2016. Byl součástí kádru na závěrečném turnaji Euro 2020, kde španělský výběr podlehl v semifinále Itálii.

## Klubová kariéra

### Real Madrid
Llorente se narodil v Madridu a do mládeže Realu Madrid se připojil v červenci 2002, měsíc před svými devátými narozeninami. V sezóně 2012/13 debutoval mezi muži, když nastoupil do zápasu C týmu při venkovní remíze 1:1 proti Caudal Deportivo v Segunda División B.
Dne 24. března 2013 se Llorente nastoupil poprvé do zápasu rezervního týmu při domácí výhře 4:0 nad Córdobou CF. V A-týmu debutoval 1. června téhož roku, když vystřídal Álvara Arbelou v posledních minutách posledního zápasu sezóny, a to proti CA Osasuna.

#### Rayo Vallecano (hostování)
Dne 14. července 2015 se Llorente připojil do prvoligového Raya Vallecano v rámci celoročního hostování. V klubu debutoval v prvním ligovém kole, když se objevil v základní sestavě utkání proti Valencii. Svůj první gól v nejvyšší soutěži vstřelil 3. ledna 2016, a to při domácí remíze 2:2 proti Realu Sociedad. V sezóně byl pravidelným členem základní sestavy, když v lize vynechal pouze 5 utkání, nicméně sestupu Vallecana do Segunda División zabránit nedokázal.

#### Málaga CF (hostování)
Llorente odešel 8. července 2016 na roční hostování do Málagy CF. Nastoupil hned v prvním kole sezóny, když odehrál celých 90 minut utkání proti Osasuně. Ve druhém kole přispěl gólem k remíze 2:2 proti RCD Espanyol. 16. října vinou zranění kotníku nedohrál utkání s Deportivem Alavés, když musel být ve dvacáté minutě vystřídán a vynechal i tři následující ligová utkání. Na hřiště se vrátil 19. listopadu, když nastoupil do utkání proti FC Barcelona; v zápase, který skončil bezbrankovou remízou, byl v 69. minutě vyloučen za faul na Neymara. V sezóně odehrál 25 ligových zápasů a pomohl Málaze ke konečnému 11. místu v nejvyšší soutěži.

### Real Sociedad
Dne 26. června 2017 přestoupil Llorente do Realu Sociedad za částku okolo 11 miliónů eur, součástí přestupu měla být opce na zpětné odkoupení fotbalisty do Realu Madrid. V baskickém klubu podepsal Llorente smlouvu na pět let. Při svém ligovém debutu 10. září přispěl jedním gólem k venkovní výhře 4:2 proti Deportivo de La Coruña poté, co v polovině druhého poločasu vystřídal Iñiga Martíneze. O čtyři dny později, ve svém prvním zápase v evropských soutěžích, nastoupil a dvakrát skóroval při domácí výhře 4:0 nad norským Rosenborgem ve zápase základní skupiny Evropské ligy UEFA.
Ve druhém kole sezóny 2018/19, v zápase proti CD Leganés, utrpěl Llorente zlomeninu holenní kosti a délka absence se odhadovala na dva měsíce. 4. listopadu nastoupil do utkání poprvé od svého zranění a svým výkonem přispěl k udržení čistého konta proti Seville při remíze 0:0. V průběhu sezóny několikrát laboroval se svalovými zraněními, kvůli kterým vynechal dohromady přes 10 ligových utkání.
V sezóně 2020/21 pomohl svými stabilními výkony ke konečnému 7. místu v ligové tabulce, které zajistilo Sociedadu účast v pohárové Evropě v následujícím ročníku. Nastoupil také do jednoho utkání v Copa del Rey, konkrétně do zápasu třetího kola proti RCD Espanyol, při výhře 2:0. Zbylá pohárová utkání musel vynechat kvůli svalovému zranění, a tak pouze jako divák sledoval postup svého týmu až do finále soutěže. To se, kvůli pandemii covidu-19, hrálo až o téměř rok později, tedy v době, kdy Llorente už nebyl hráčem klubu. Real Sociedad v něm porazil 1:0 Athletic Bilbao.

### Leeds United
Dne 24. září 2020 přestoupil Llorente do anglického prvoligového Leedsu United za částku okolo 20 miliónů eur. V klubu podepsal čtyřletý kontrakt. Kvůli poranění třísel v Premier League debutoval až 5. prosince, když v 9. minutě utkání proti Chelsea vystřídal zraněného Robina Kocha. Své další utkání odehrál až 26. ledna následujícího roku, a to když se objevil v základní sestavě utkání proti Newcastlu; nicméně už v 10. minutě ze hřiště odešel kvůli zranění hamstringu. Po 25. kolech ligové soutěže tak měla druhá nejdražší letní posila klubu (po Rodrigovi, který do klubu přišel z Valencie za 30 miliónů eur) na svém kontě pouhých 90 odehraných minut. 23. února se vrátil po zranění a nastoupil do utkání proti Southamptonu, ve kterém pomohl k udržení čistého konta při výhře 3:0. Svůj první ligový gól vstřelil 19. dubna 2021, když v branku proměnil centr Jacka Harrisona při domácí remíze 1:1 proti Liverpoolu.

## Reprezentační kariéra
V květnu 2016 byl Llorente poprvé povolán do španělské reprezentace manažerem Vicentem del Bosquem na přátelské utkání proti Bosně a Hercegovině. Debutoval 29. května, když vystřídal Cesca Fàbregase při výhře 3:1 nad Švýcarskem.
Dne 24. května 2021 byl Llorente zařazen do 24členného týmu Luise Enriqueho na závěrečný turnaj Euro 2020. Na turnaji, ve kterém Španělé postoupili až do semifinále, ve kterém nestačili na pozdější vítěze z Itálie, však neodehrál ani minutu.

## Statistiky

### Klubové
K 16. říjnu 2021
| Klub                   | Sezóna  | Liga           | Liga   | Liga | Národní pohár | Národní pohár | Ligový pohár | Ligový pohár | Evropské poháry | Evropské poháry | Celkem | Celkem |
| Klub                   | Sezóna  | Liga           | Zápasy | Góly | Zápasy        | Góly          | Zápasy       | Góly         | Zápasy          | Góly            | Zápasy | Góly   |
| ---------------------- | ------- | -------------- | ------ | ---- | ------------- | ------------- | ------------ | ------------ | --------------- | --------------- | ------ | ------ |
| Real Madrid            | 2012/13 | La Liga        | 1      | 0    | 0             | 0             | —            | —            | 0               | 0               | 1      | 0      |
| Real Madrid            | 2013/14 | La Liga        | 1      | 0    | 0             | 0             | —            | —            | 0               | 0               | 1      | 0      |
| Real Madrid            | 2014/15 | La Liga        | 0      | 0    | 1             | 0             | —            | —            | 0               | 0               | 1      | 0      |
| Real Madrid            | 2015/16 | La Liga        | 0      | 0    | 0             | 0             | —            | —            | 0               | 0               | 0      | 0      |
| Real Madrid            | 2016/17 | La Liga        | 0      | 0    | 0             | 0             | —            | —            | 0               | 0               | 0      | 0      |
| Real Madrid            | Celkem  | Celkem         | 2      | 0    | 1             | 0             | 0            | 0            | 0               | 0               | 3      | 0      |
| Rayo Vallecano (host.) | 2015/16 | La Liga        | 33     | 2    | 4             | 0             | —            | —            | —               | —               | 37     | 2      |
| Málaga (host.)         | 2016/17 | La Liga        | 25     | 2    | 2             | 0             | —            | —            | —               | —               | 27     | 2      |
| Real Sociedad          | 2017/18 | La Liga        | 27     | 3    | 1             | 1             | —            | —            | 6               | 3               | 34     | 7      |
| Real Sociedad          | 2018/19 | La Liga        | 21     | 0    | 2             | 0             | —            | —            | —               | —               | 23     | 0      |
| Real Sociedad          | 2019/20 | La Liga        | 29     | 1    | 1             | 0             | —            | —            | —               | —               | 30     | 1      |
| Real Sociedad          | 2020/21 | La Liga        | 1      | 0    | 0             | 0             | —            | —            | 0               | 0               | 1      | 0      |
| Real Sociedad          | Celkem  | Celkem         | 78     | 4    | 4             | 1             | 0            | 0            | 6               | 3               | 88     | 8      |
| Leeds United           | 2020/21 | Premier League | 15     | 1    | 0             | 0             | 0            | 0            | —               | —               | 15     | 1      |
| Leeds United           | 2021/22 | Premier League | 4      | 1    | 0             | 0             | 1            | 0            | —               | —               | 5      | 1      |
| Leeds United           | Celkem  | Celkem         | 19     | 2    | 0             | 0             | 1            | 0            | —               | —               | 20     | 2      |
| Celkem                 | Celkem  | Celkem         | 157    | 10   | 11            | 1             | 1            | 0            | 6               | 3               | 175    | 14     |

### Reprezentační
K 4. červnu 2021
| Španělsko | Španělsko | Španělsko |
| Rok       | Zápasy    | Góly      |
| --------- | --------- | --------- |
| 2016      | 1         | 0         |
| 2017      | 0         | 0         |
| 2018      | 1         | 0         |
| 2019      | 3         | 0         |
| 2020      | 1         | 0         |
| 2021      | 2         | 0         |
| Celkem    | 8         | 0         |

## Úspěchy

### Klubové

#### Real Sociedad
- Copa del Rey: 2019/20

### Reprezentační

#### Španělsko
- Mistrovství Evropy: 2020 (třetí místo)